# Australian Ice Hockey League 2003
Die Saison 2003 war die dritte Spielzeit der Australian Ice Hockey League, der höchsten australischen Eishockeyspielklasse. Meister wurden zum ersten Mal überhaupt in der Vereinsgeschichte die Newcastle North Stars.

## Reguläre Saison

### Tabelle
|    | Klub                  | Punkte |
| -- | --------------------- | ------ |
| 1. | Adelaide Avalanche    | 34     |
| 2. | Newcastle North Stars | 28     |
| 3. | Sydney Bears          | 24     |
| 4. | West Sydney Ice Dogs  | 20     |
| 5. | Melbourne Ice         | 12     |
| 6. | Canberra Knights      | 2      |

Sp = Spiele, S = Siege, U = Unentschieden, N = Niederlagen, OTS = Overtime-Siege, OTN = Overtime-Niederlage, SOS = Penalty-Siege, SON = Penalty-Niederlage

## Playoffs

### Halbfinale
- Adelaide Avalanche – West Sydney Ice Dogs 1:4
- Newcastle North Stars – Sydney Bears 7:4

### Spiel um Platz 3
- Adelaide Avalanche – Sydney Bears 5:10

## Finale
- Newcastle North Stars – West Sydney Ice Dogs 4:1